# Lista de presidentes de Astúrias
O Presidente do Principado de Astúrias, segundo o Estatuto de Autonomia de Astúrias, preside o Conselho de Governo do Principado de Astúrias, cuja atividade dirige, coordena a Administração da comunidade autônoma, designa e separa os conselheiros e ostenta a suprema representação del Principado e da ordinária do Estado no Astúrias. É elegido pela Junta General do Principado de Astúrias entre seus membros e é nomeado pelo Rei de Espanha.
A Junta General o elegi por maioria absoluta na primeira convocação e por maioria simples nas posteriores. Entre cada convocação tem que transcorrer no mínimo quarenta e oito horas. Se passados dois meses desde a constituição da Junta General, não tenha sido eleito nenhum candidato, esta quedará disuelta procediéndose a convocar novas eleições.

## Lista de presidentes do Principado de Astúrias
| Nº | Nome                                 | Início | Fim        | Partido  |
| -- | ------------------------------------ | ------ | ---------- | -------- |
| 1. | Rafael Fernández Álvarez             | 1981   | 1983       | FSA-PSOE |
| 2. | Pedro de Silva Cienfuegos-Jovellanos | 1983   | 1991       | FSA-PSOE |
| 3. | Juan Luis Rodríguez-Vigil            | 1991   | 1993       | FSA-PSOE |
| 4. | Antonio Trevín Lombán                | 1993   | 1995       | FSA-PSOE |
| 5. | Sergio Marqués Fernández             | 1995   | 1999       | PP/URAS  |
| 6. | Vicente Álvarez Areces               | 1999   | 2011       | FSA-PSOE |
| 7. | Francisco Álvarez-Cascos Fernández   | 2011   | Atualidade | FAC      |